# Su-25 (航空機)
Su-25/Су-25
- 用途：攻撃機
- 製造者：
ウラン・ウデ航空工場（英語版）
トビリシ航空機製造（英語版）
- 運用者：#運用国・地域
- 初飛行：1975年2月22日
- 生産数：約1,320機
- 生産開始：1978年
- 運用開始：1981年7月19日
- 運用状況：現役
- ユニットコスト：1,100万USドル
- 派生型：

  - Su-28
  - Su-25UTG
  - Su-25T
  - Su-39
  -  Su-25M1 / UBM1
  - PSSh

Su-25（スホーイ25、ロシア語: Су-25, スー・ドヴァッツァチ・ピャーチ）は、ソビエト連邦のスホーイ設計局開発の攻撃機（シュトゥルモヴィーク）である。
ソ連での愛称はグラーチ（Грач：ミヤマガラスの意。ロシアやウクライナに生息する小型のカラスの仲間）。NATOコードネームは「フロッグフット」（Frogfoot）

## 概要
1968年初頭、ソビエト国防省はソ連地上軍に近接航空支援を行う、ソ連でシュトゥルモヴィークと呼ばれる、特殊な攻撃機の開発を決定した。地上支援機を作るという考えは、1940年代、50年代、60年代の地上攻撃における経験を分析した結果であり、Su-25以前のSu-7、Su-17、MiG-21、MiG-23は要件を満たしていなかった。1969年にコンペ開始、スホーイ設計局とヤコヴレフ設計局、イリューシン設計局（Il-102を開発）による開発競争の結果、スホーイ設計局の機体が採用された。
近接支援用の亜音速機のため、主翼は直線翼に近く、前縁の後退角は19度、後縁の後退角はつけられていないなど、同様の用途に開発されたアメリカのA-10に類似した設計コンセプトだが、主翼配置は肩翼でエンジンも主翼付け根にあり、全体のデザインはA-10よりは競争試作機であったYA-9と近似している。
固定兵装はGSh-30-2 30mm 2砲身機関砲1門、装弾数250発。最大4,400kgまで爆弾やロケット弾などを搭載できる。エンジンは推力44.18kNのツマンスキー R-95Sh ターボジェットエンジンで、ジェット燃料のほか、ガソリンや軽油、アルコールなども燃料として利用できる。また、操縦席をチタン合金で補強、徹底的な防御手段を講じている。
1979年にソ連が軍事介入を開始したアフガニスタン侵攻においては1983年からSu-25が実戦投入され、当初は反政府反ソ連ゲリラ側の対抗手段が射程の劣る口径12.7mmのDShK38重機関銃か口径14.5mmのKPV 重機関銃しか無かったこともあり、Su-25はほぼ無傷で一方的に攻撃を行っていた。1985年からゲリラ側がソ連製携行対空ミサイル9K32 ストレラ-2（SA-7 グレイル）を使用し始めると、Su-25も自衛手段としてフレアを用いたが、9K32はSu-25にとって大きな脅威ではなかった。1986年にアメリカがムジャーヒディーンに大量のスティンガーミサイルを提供し始めると、初めてSu-25撃墜が相次ぐこととなった。スティンガー対応策として両エンジンの間にチタン板を入れ片方のエンジンが被弾してももう片方のエンジンが影響を受けないように改修した結果、比較的小型な機体ながらも重装甲による高い生存性を証明した（改修後の機体はスティンガーミサイルによる撃墜はないとも言われる）。
ソ連時代のSu-25は、主にグルジア・ソビエト社会主義共和国のトビリシにあるトビリシ航空機製造で製造され、ソビエト連邦崩壊後もグルジアの首都トビリシで製造が続いた(2018年現在、生産は停止)。グルジアとロシアはアブハジアや南オセチアなどを巡って対立状態にあるが、特に、グルジア共和国独立時の紛争では同じ「赤い星」をつけたロシア、グルジア、アブハジア各軍のSu-25が互いの陣営や町を攻撃しあったといわれ、誤認射撃による撃墜も何件か起きている。ロシアでは複座型を中心にウラン・ウデ航空工場が生産していたが、こちらも2017年、生産停止。製造に使用された器具についても、Ka-226Tの量産に伴い解体されている。

## 派生型
Su-25
ソ連型の主生産型。1978年-1989年に582機、グルジア・ソビエト共和国のトビリシ工場で製造。"クリョン-PS"レーザー目標捕捉/追尾システムにより、レーザー誘導式ミサイルおよび誘導爆弾が運用可能で、弾着点連続表示による爆撃も行える。しかしテレビ画面を装備しておらず、TV画像誘導ミサイルは運用できない。HUDは装備されておらず、MiG-27と同系列のASP-17反射式照準器がコックピット正面に存在する。
Su-25K
Su-25の輸出型。1984年-1989年に180機製造
Su-25K
輸出型と名称が同じだがこちらは艦上攻撃機型である。1973年に研究開始されたソ連のカタパルト式空母の搭載機として、MiG-23K、P-42KB（Su-27の試作機名称）等と共に研究が行われていた。設計では機首の設計を変更したレーダー搭載型も検討されていた。カタパルト空母の建造が見送られ、スキージャンプ式となったことによりMiG-23Kとともに開発中止となった。しかし、Su-25Kの研究開発の際に発着訓練機として検討されていたSu-25UBK設計案の簡易型としてSu-25UTGが実用化された。
Su-25UB
1985年初飛行。複座練習機。1986年末までに25機がブリヤートのウラン・ウデ工場で製造された。
Su-25UBK
Su-25UBの輸出型。ウラン・ウデ工場で製造
Su-25UBP
Su-25UTGの陸上訓練型。計画のみ。

Su-25UT（Su-28）
1987年に初飛行。複座練習機。1機のみ試作
Su-25UTG
1989年初飛行。艦上練習機。15機の生産機はロシアとウクライナとで分けられた。
ウクライナは1994年に3機をロシアのSu-25UBと交換、2007年に中国に1機を売却、2011年、最後の1機をエストニアを通じ米国に売却。
Su-25BM
1990年にトビリシで初飛行。標的曳航機。
Su-25T
1984年に初飛行。Su-25UBをベースに後席をつぶし電子機器と2基の燃料タンクを設置。照準システムをシクヴァルに換装した。テレビ画像誘導ミサイルが運用可能になり、HUDを装備するようになった。1990年に量産型8機が製造され、試作機を含めた製作数は20機以下。Su-25Tプログラムは2000年に正式に中止された。
Su-25TK（Su-34）
Su-25Tの輸出型。
Su-25SMT
以前製造されたSu-25TのエアフレームにSu-25SM3に類似したアビニクスシステムを搭載し、コックピットの与圧改善により飛行高度を12,000mとし、構造距離も延長させるものでウランウデ工場が提案している。

Su-25TM（Su-39）
1991年に初飛行。Su-25Tをベースに照準システムをシクヴァルMに換装、高性能の小型レーダーであるコピヨー25（槍）を胴体下のポッドに搭載し、R-73やR-77のような空対空ミサイル、Kh-31やKh-35のような空対艦ミサイルの運用能力を獲得している。試作機を含め4機が製造されたのみ。
Su-25SM
1999年に初飛行したロシアのSu-25のアップグレードプログラム。Su-25TやSu-25TMが高価過ぎるために立案された。コックピットは一部がMFDとなり、グラスコックピット化された。2013年2月に10機がロシア空軍の南部拠点に配備され、運用訓練が行われている。
Su-25UBM
2008年に初飛行。攻撃能力を有するSM型の複座練習機。2010年にロシア空軍で正式化。

Su-25SM2
Su-25SMに新しい敵味方識別装置と無線機を装備
Su-25SM3
Su-25SMの更なる改修型。照準システムをSOLT-25に換装、ヴィテブスク-25電子戦スイートを装備し、より多くの武器の使用が可能。2019年6月、ロシア軍の報道官は「2018年以降、ロシア航空宇宙軍は計25機のSu-25SM3を受領しており、運用中のSu-25の大部分を改修予定である」旨を発表した。
Su-25UBM2
SM3型の複座練習機。
Su-25KM スコルピオーン
2001年に初飛行したグルジアのТАМ（Тбилавиамшени - Тблисский авиазавод）とイスラエルのエルビットシステムが共同開発した改良型。コックピットは3基のカラー液晶MFDで構成されるグラスコックピットとなる。デジタルマップの採用、ヘッドマウントディスプレイの対応、新しいエルビットシステム製のミッションコンピュター採用、NATO規格に準じた敵味方識別装置（IFF）の搭載やNATOで一般的に採用されている対地攻撃爆弾などの搭載も可能。
Ge-31 ボラ
グルジアが開発しているエンジンやアビオニクスなどのロシア製のパーツをフランス、イタリア、イギリスから調達したもので代替した新造機。
Su-25M1
ウクライナのザポリージャ航空機修理工場"MiGremont"で開発されたアップグレード型。
Su-25UBM1
複座型。

PSSh
Su-25の大規模発展型でSu-25の後継機。Su-25UB型をベースに後席をつぶして燃料タンクを設置するなどの改良が加えられる。2016年に開発が中断されたことが報じられた。

## 実戦
実戦としては、ソ連のアフガニスタン侵攻やアブハジア紛争の他、中央アジア各地での内戦、南オセチア紛争、アルメニアなどザカフカース方面での紛争などで使用されている。コートジボワールでは、保有する2機のSu-25UBが同国駐留フランス軍基地を攻撃したとして、フランス軍に少なくとも1機が破壊された。2014年、イラクは国内のスンニ派武装勢力ISILの攻勢を抑える切り札としてロシアよりSu-25を購入。これは、フセイン政権時代に同機を運用していたパイロットの再起用をにらんだものであった。2015年9月30日にはロシアからシリアに派遣されたSu-25とSu-24がISILへの空爆作戦を開始した。
2022年ロシアのウクライナ侵攻において、ウクライナ軍とロシア軍の双方が投入している。ロシア軍側の機体では戦闘に因らない墜落による損失が3機確認されている。
また、2025年には、ウクライナ側から携帯式防空ミサイルシステム（9K38 イグラ）を用いてSu-25を撃墜したとする映像が公開されている。

## 運用国・地域

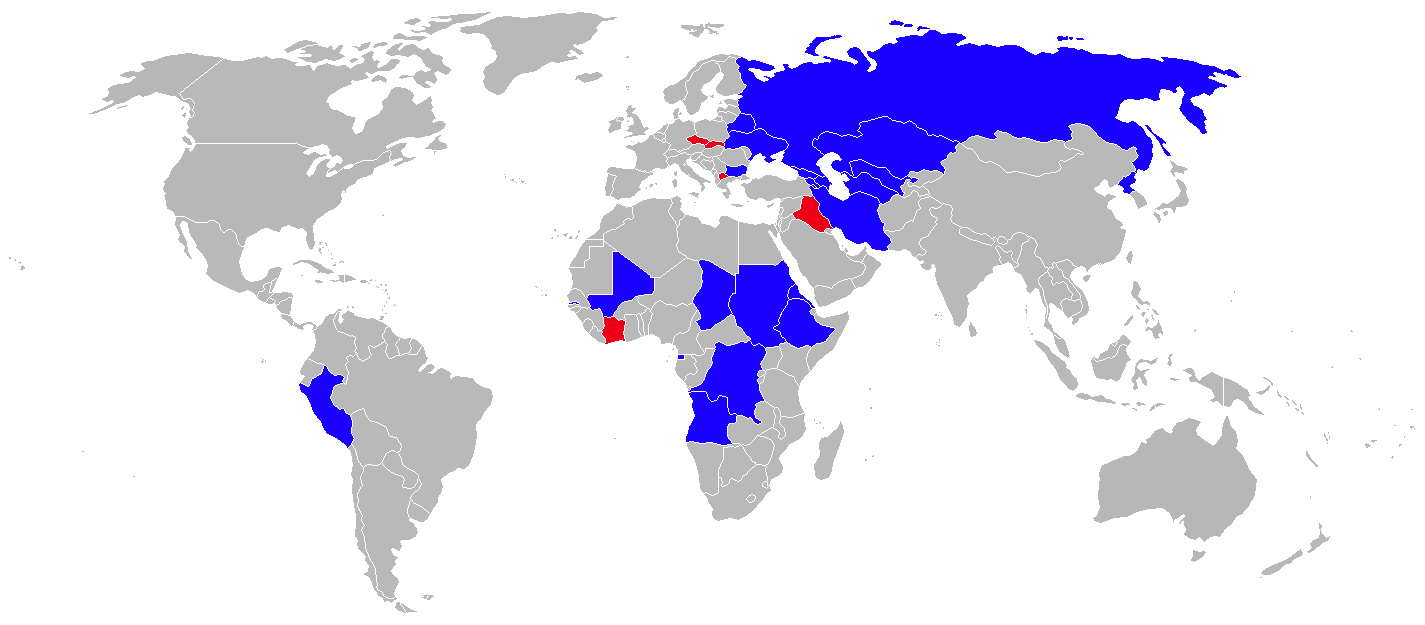
採用国（青：運用中、赤：退役）

Su-25は、依然としてロシアでは主力攻撃機として用いられており、その他ウクライナやベラルーシなど旧ソ連諸国の他、アフリカや中東、アジアの数ヶ国、ペルーで使用されている。コートジボワールでは、単座型Su-25も保有している。ヨーロッパでは、ブルガリアが2020年の時点で主力機のひとつとして14機を運用しており、1996年から2002年までにオーバーホールを行ったほか、2018年に単座型6機と複座型2機を4,100万ユーロで改修する契約をベラルーシの第558航空機修理工場と締結し、2020年9月から受領した。一方で、ドイツ再統一後のドイツやチェコ、スロバキアなどでは既に退役している。
| - ヨーロッパ - ロシア:各型 - ベラルーシ:Su-25/UB - ブルガリア: - 2024年時点で、ブルガリア空軍が5機のSu-25K、1機のSu-25UBKを保有。 - ウクライナ:Su-25/UB | - アジア - アルメニア:2024年時点で、アルメニア空軍が最大12機のSu-25、1機のSu-25UBKを保有。 - アゼルバイジャン:2024年時点で、アゼルバイジャン空軍が33機のSu-25、5機のSu-25UBを保有。 - ジョージア:各型 - カザフスタン:2023年時点で、カザフスタン防空軍が12機のSu-25、2機のSu-25UBを保有。 - イラン:Su-25K/UBK - :Su-25K/UBK - 北朝鮮:Su-25K - ウズベキスタン:2023年時点で、ウズベキスタン空軍が12機のSu-25/M1/M1K/BM/UBを保有。 - トルクメニスタン:2024年時点で、トルクメニスタン空軍が19機のSu-25、12機のSu-25MKを保有。 | - アフリカ - アンゴラ:Su-25/UB - チャド - コートジボワール:Su-25/UB - コンゴ民主共和国:Su-25/UB - エチオピア:Su-25TK/UBK - ガンビア:Su-25/UB - 赤道ギニア - ニジェール - スーダン | - 南アメリカ - ペルー:Su-25/UB |

### 運用地域
- アルツァフ共和国:Su-25/UB
- アブハジア:Su-25/UB

### 退役済み
- チェコスロバキア/ チェコ/ スロバキア:Su-25K/UBK
- 北マケドニア:Su-25/UB
- イラク

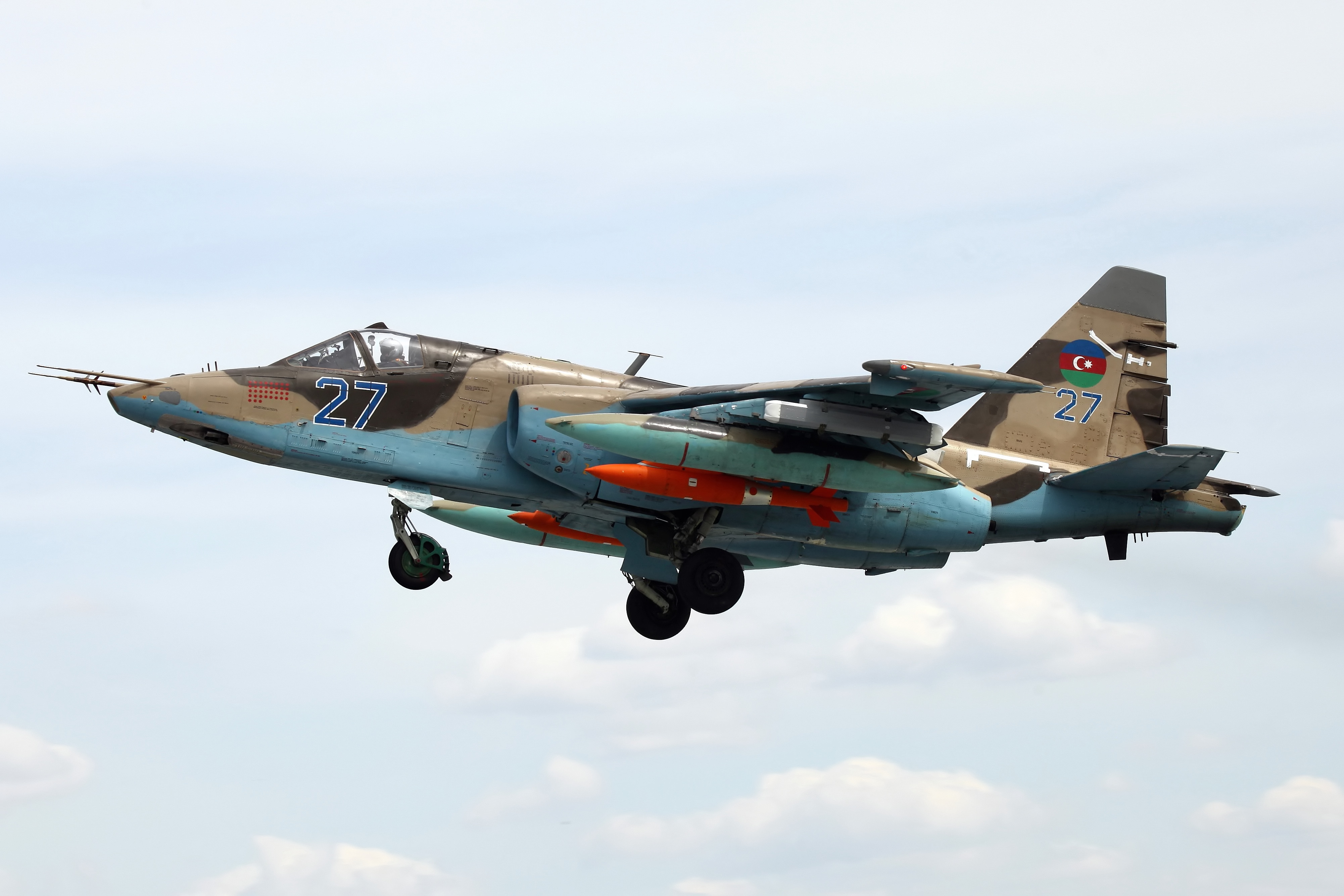
アゼルバイジャン空軍のSu-25
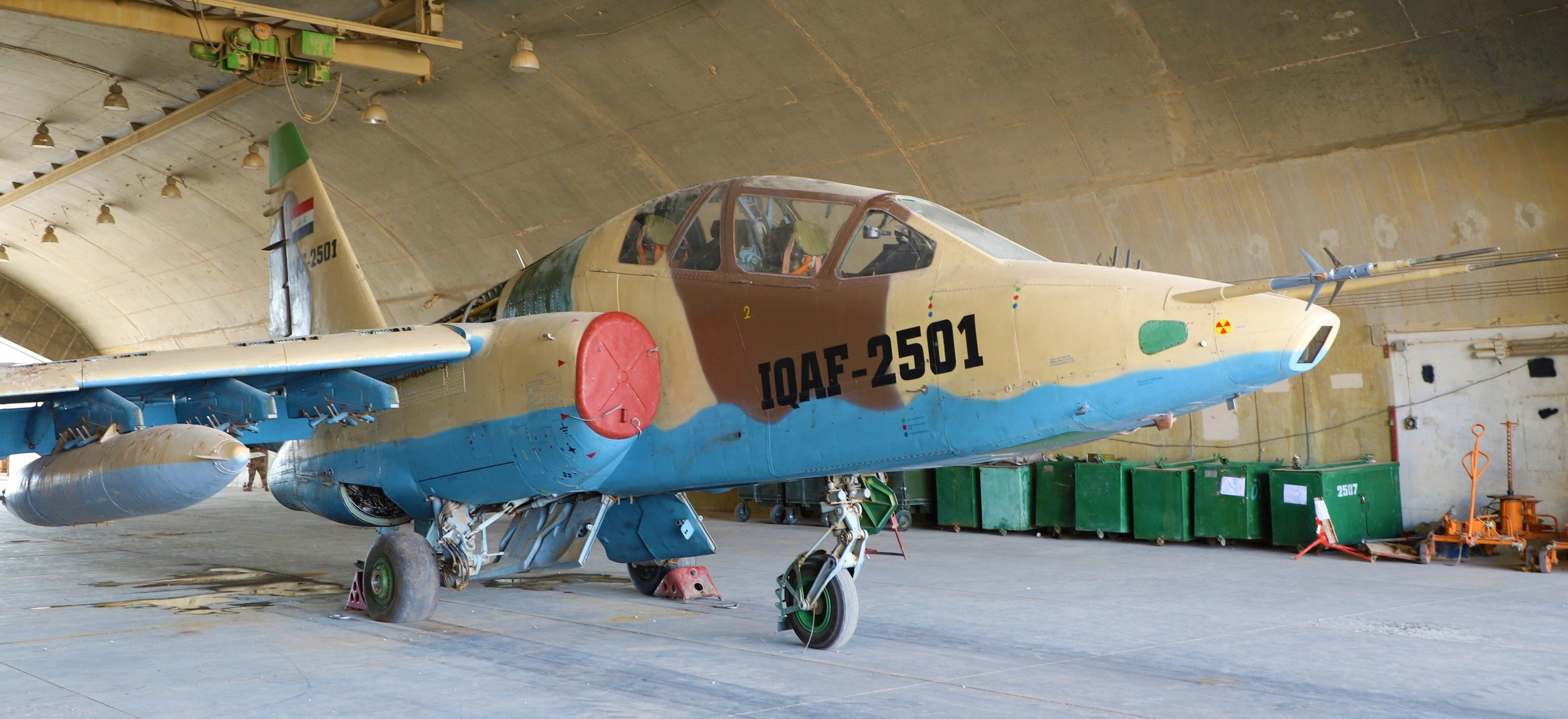
イラク空軍のSu-25
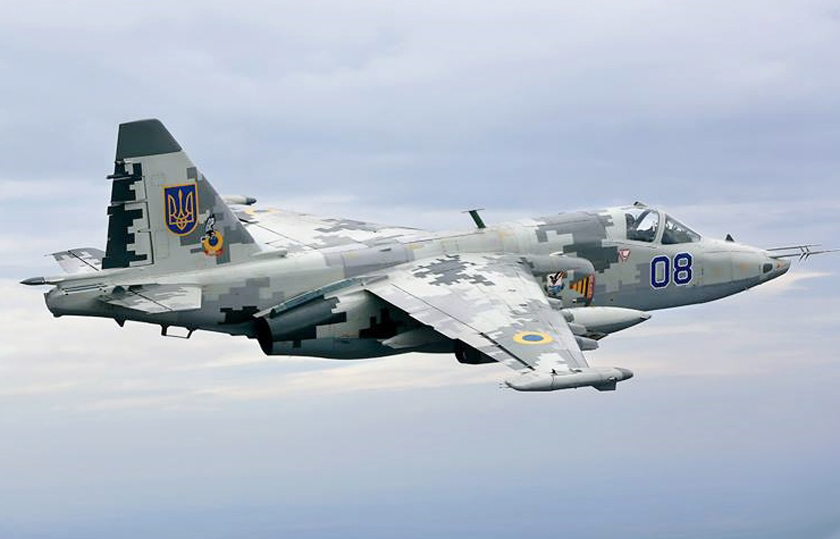
ウクライナ空軍のSu-25
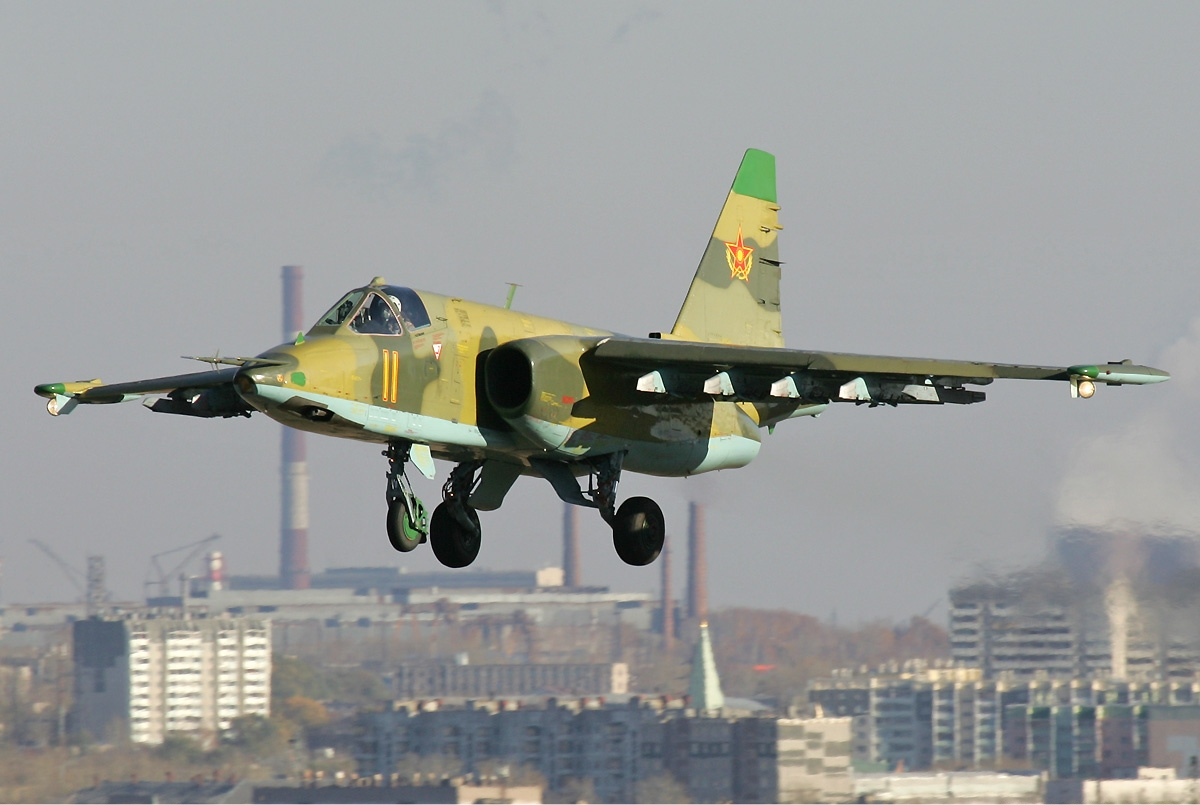
カザフスタン防空軍のSu-25
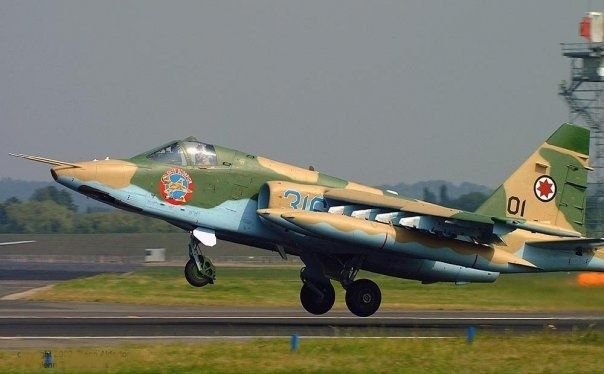
ジョージア空軍のSu-25KM
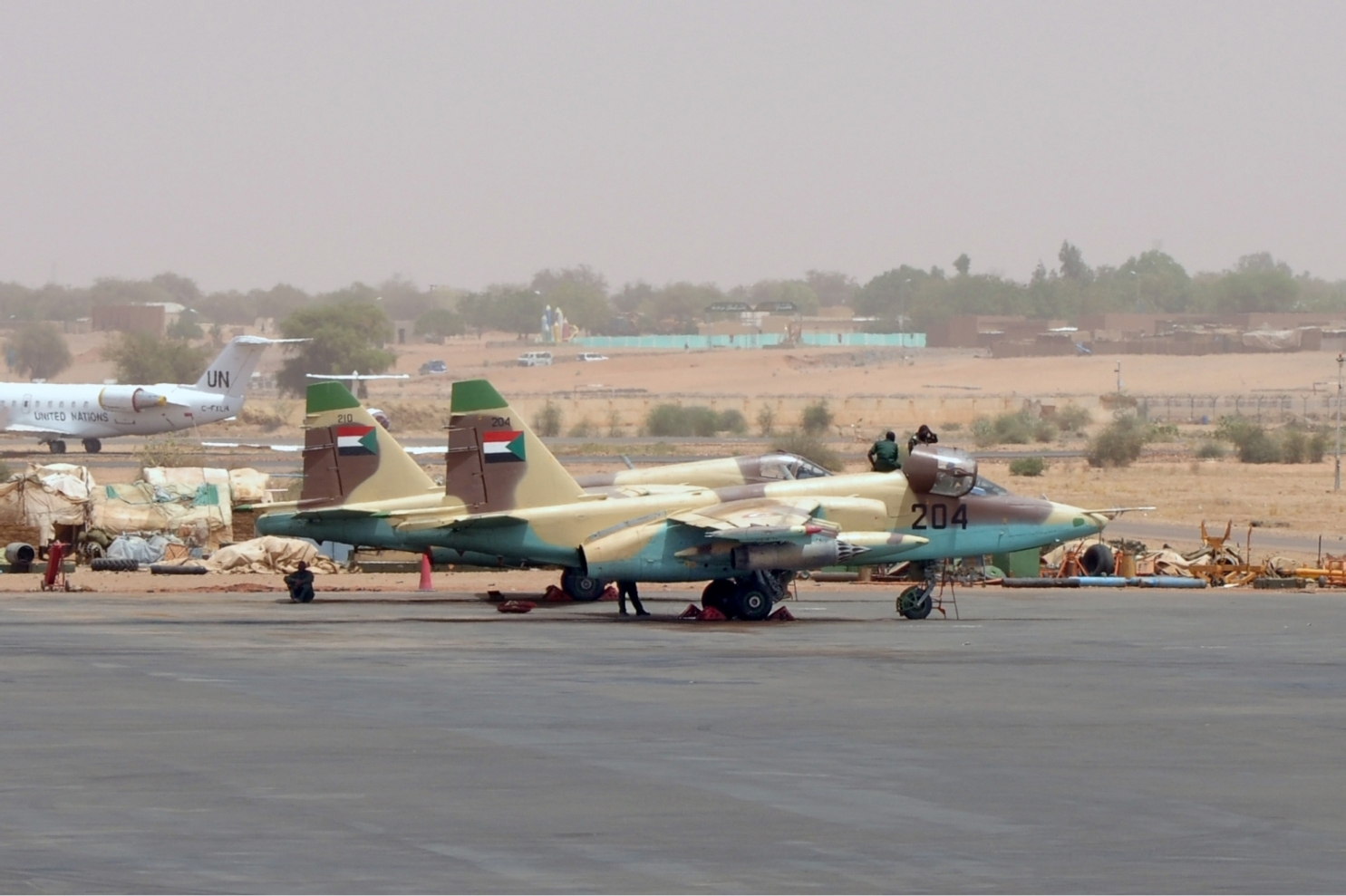
スーダン空軍のSu-25
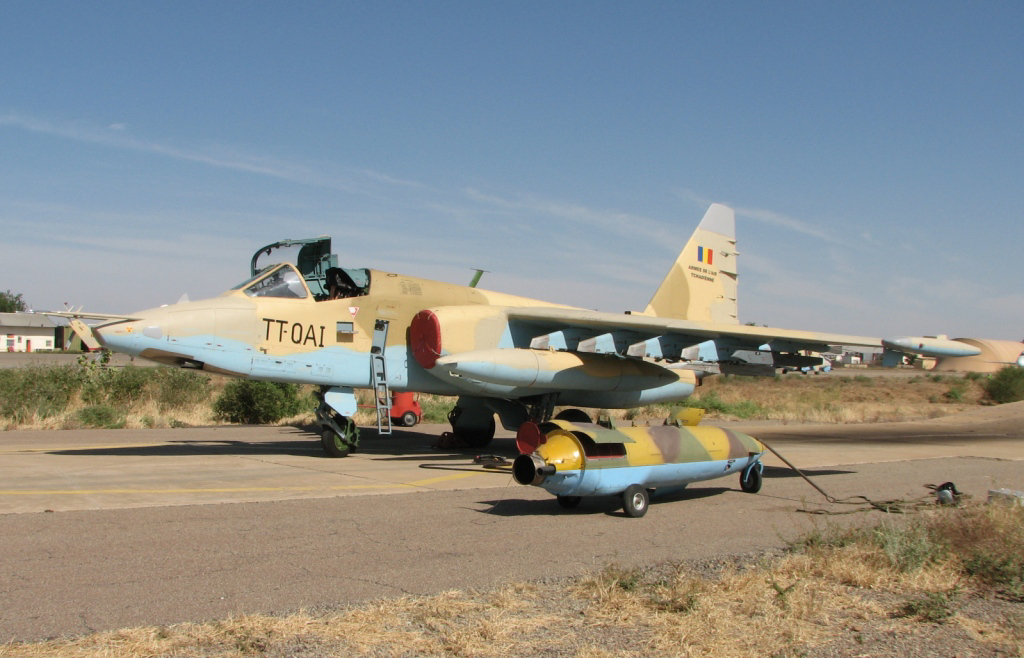
チャド空軍のSu-25
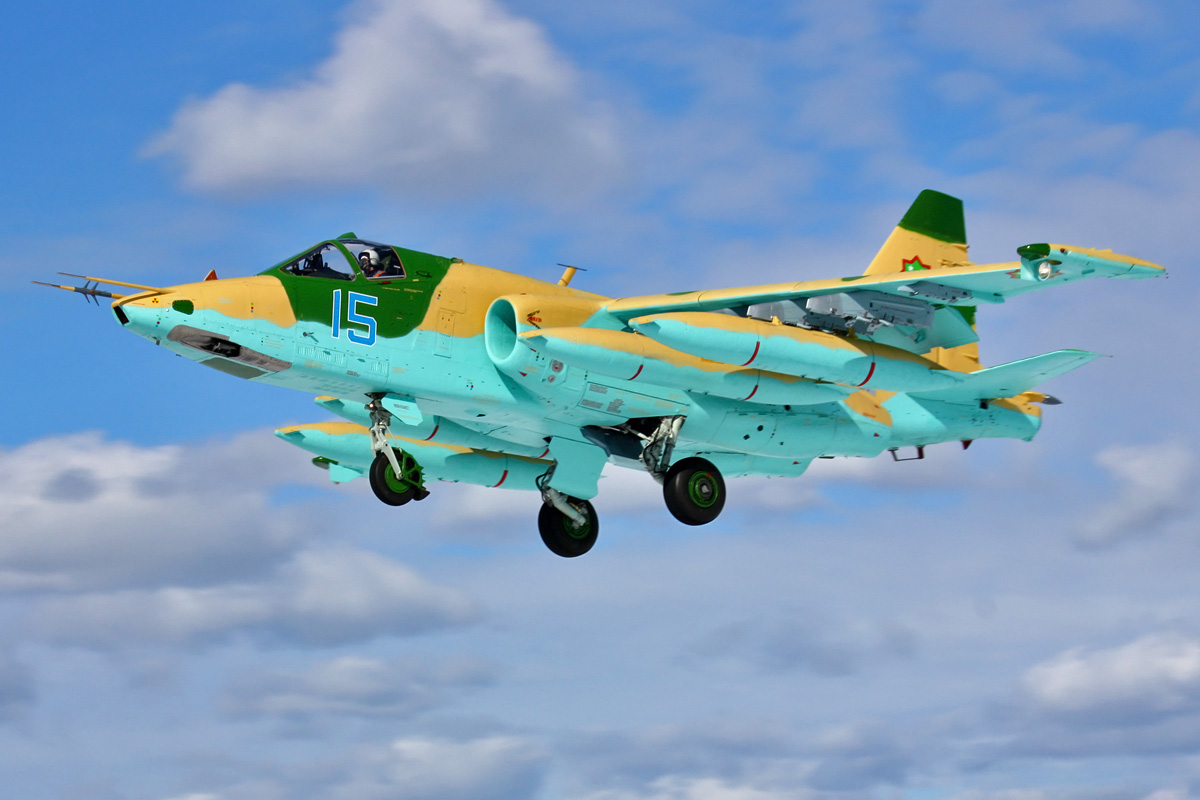
トルクメニスタン空軍のSu-25
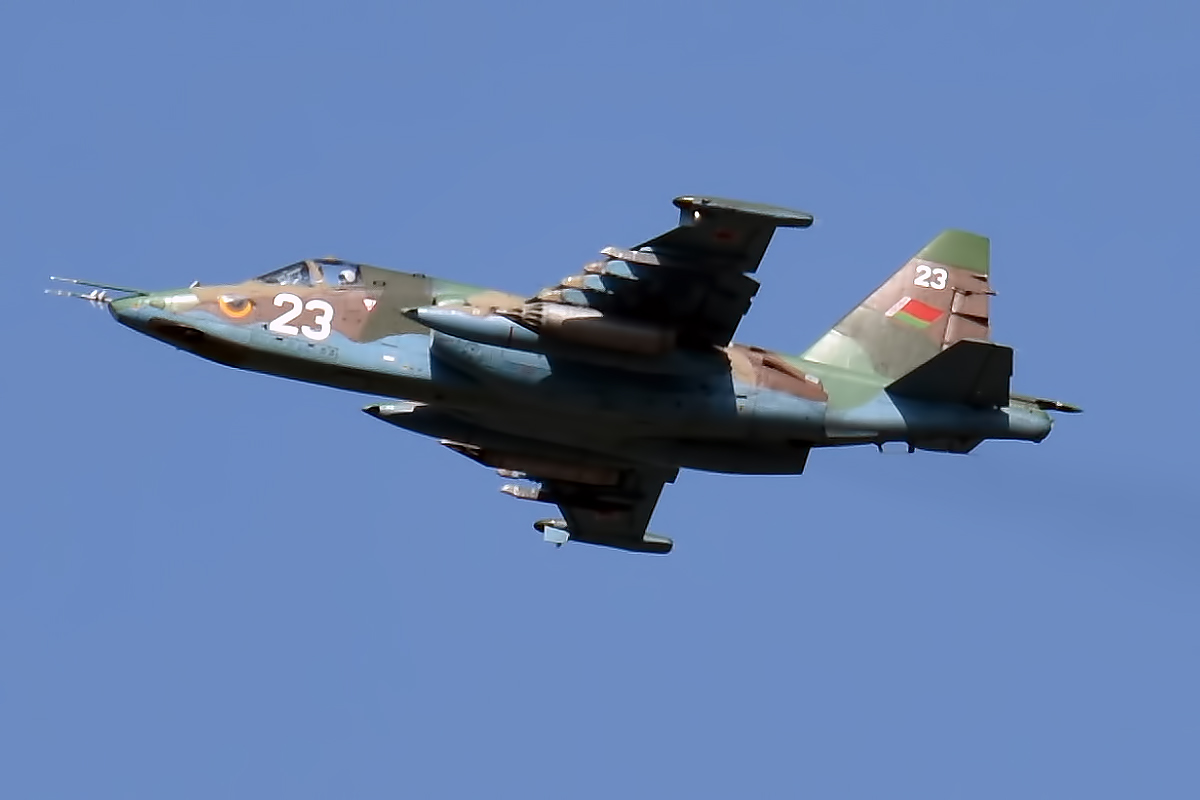
ベラルーシ空軍のSu-25
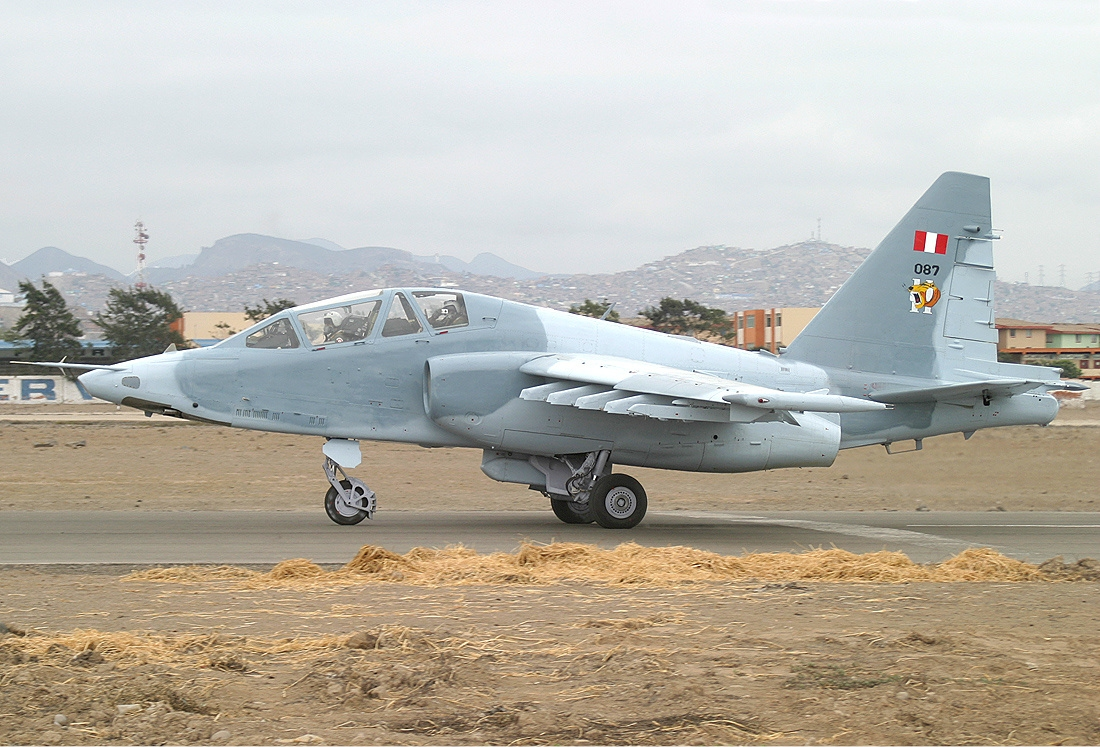
ペルー空軍のSu-25UB
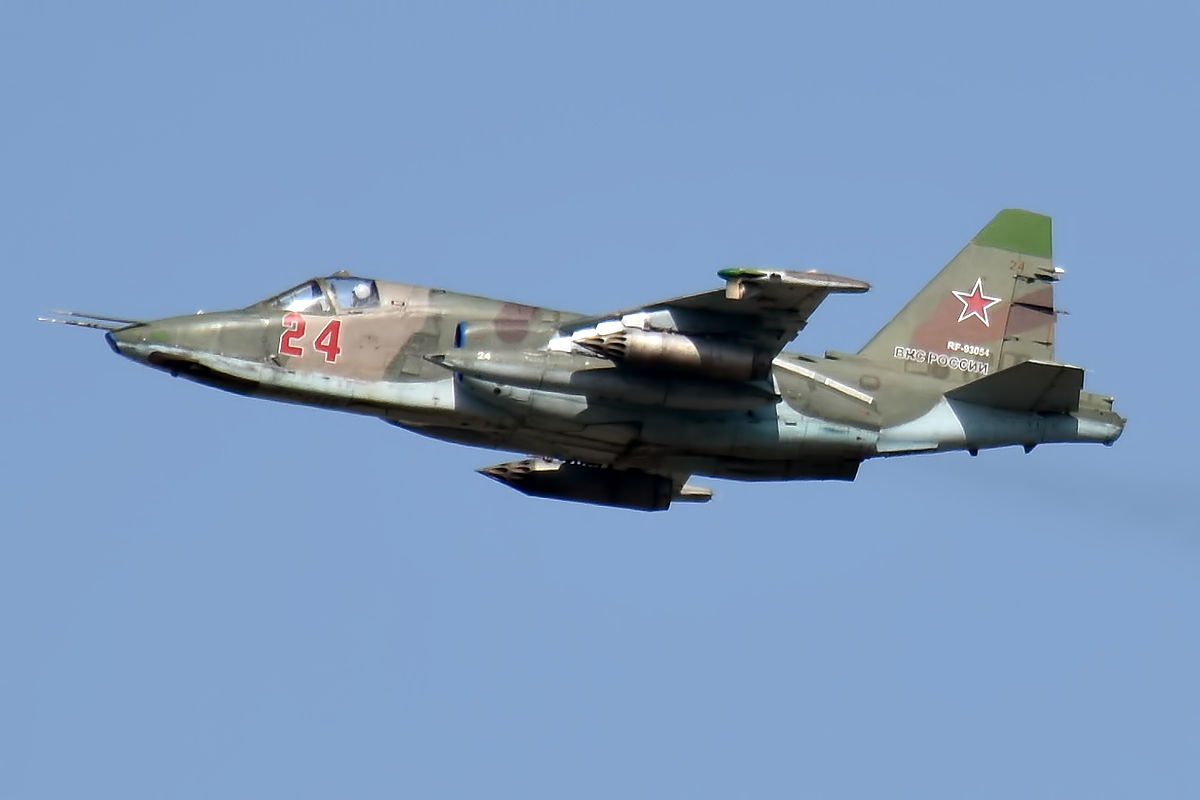
ロシア空軍のSu-25SM
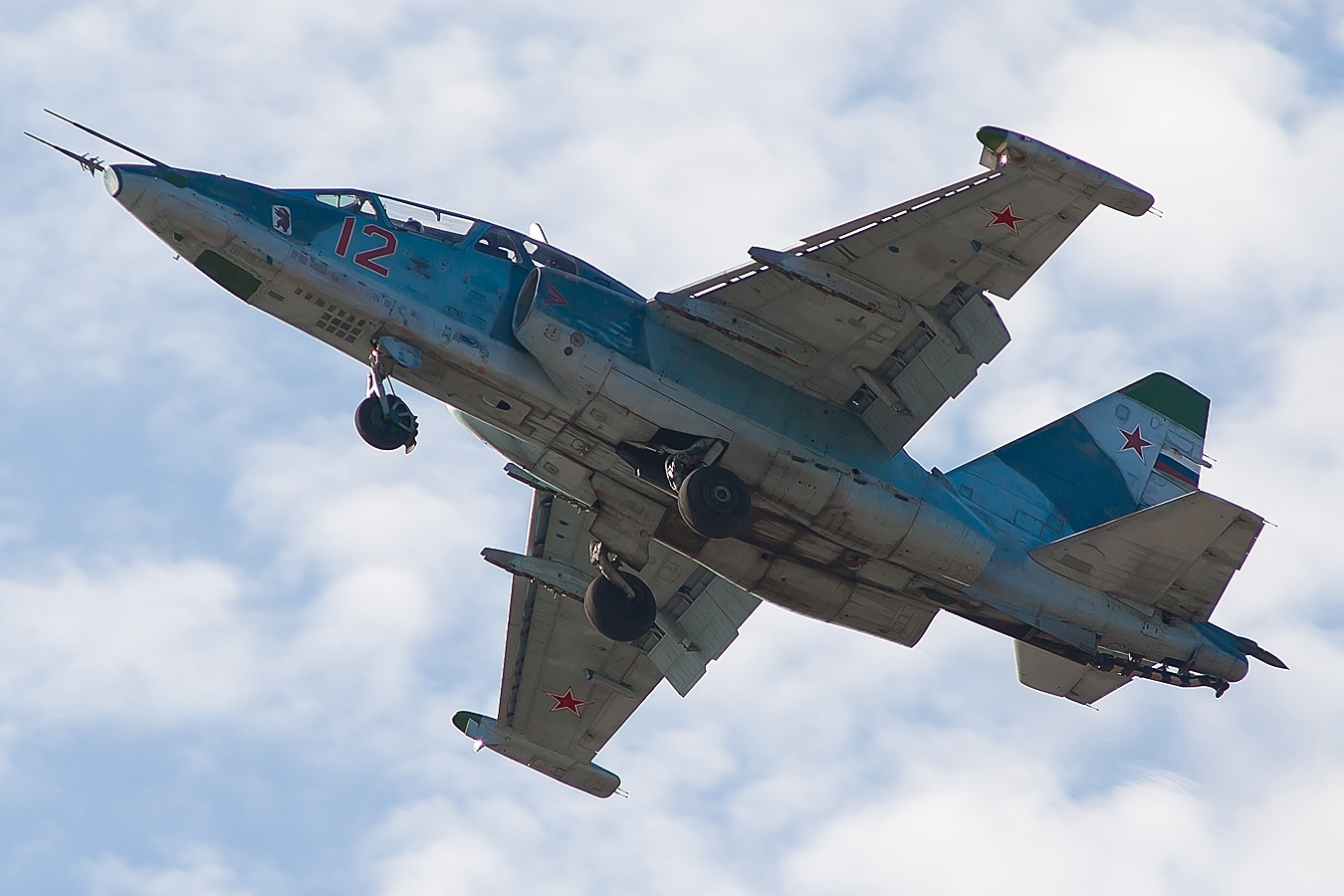
ロシア海軍のSu-25UTG

## 性能・主要諸元

Su-25 三面図

機体構造の透視図

- 乗員：1名
- 全長：15.36m
- 全幅：14.36m
- 全高：4.8m
- 翼面積：33.7m2
- 空虚重量：9,500kg
- 最大離陸重量・17,600kg
- エンジン：R-195×2基
- 推力：44.13kN×2
- 最大速度：950km/h
- 航続距離：2,500km
- 実用上昇限度：7,000m

### 兵装
固定武装
- GSh-30-2 30mm機関砲×1（250発）

空対地ミサイル
- Kh-25ML
- Kh-29L

空対地ロケット
- S-5
- S-8
- S-13
- S-25L

空対空ミサイル
- R-60
- R-73

ガンポッド
- GSh-23L 23mm連装機関砲 SPPU-22

爆弾
- 250kg爆弾
  - FAB-250
  - KAB-250L/Kr
- 500kg爆弾
  - FAB-500
  - KAB-500L/Kr

### 自己防衛システム
ミサイル警報システム
- SPO-15L/LM(L-006) ベリョーザ レーダー警報受信機[36]
- SPO-32(L-150-16M) パステル レーダー警報受信機(Su-25SM3)[37]
- L370-2 ザフヴァート 紫外線検知器(Su-25SM3)[37]

対抗手段
- チャフ・フレア射出機
  - ASO-2V
  - UV-26ハードポイントに取り付けられたL-370-3S-25 ECMポッド
  - UV-26M(Su-25SM/SM3)[37]

電子対抗手段

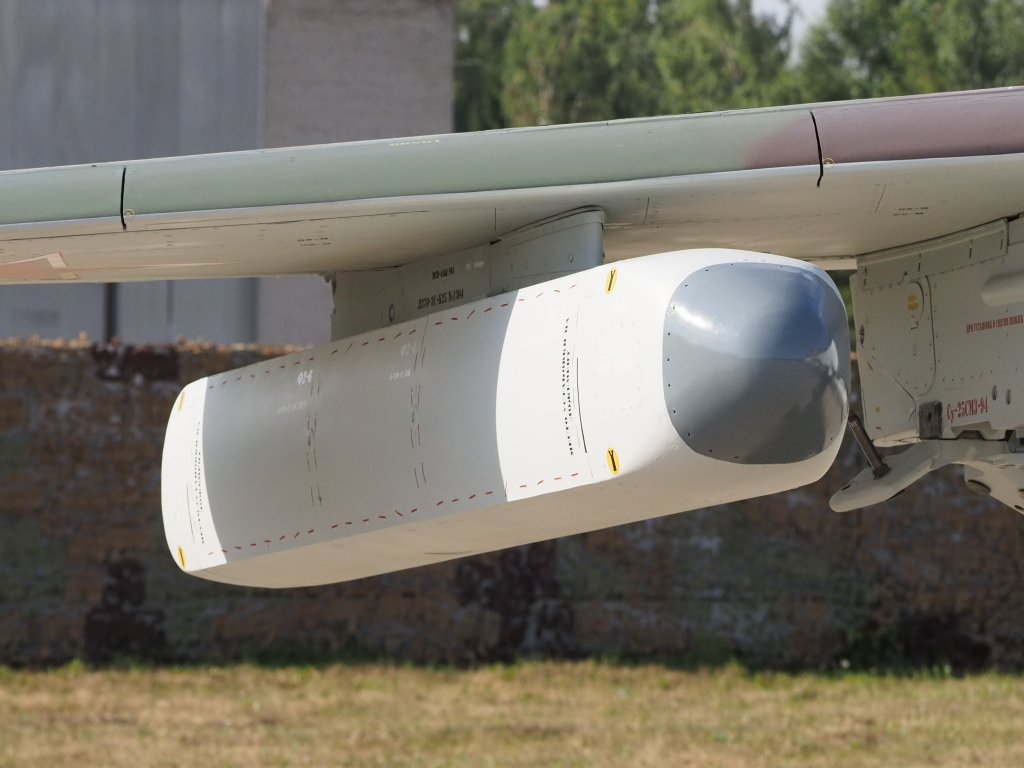
ハードポイントに取り付けられたL-370-3S-25 ECMポッド

- SPS-141MVG グヴォズジーカ アクティヴ妨害装置[36]
- L370-3S-25 アクティヴ妨害装置(Su-25SSM3に搭載されたL370-K-25 ヴィテプスク自己防衛システムの一部)[37]
  - MSP-410L
  - MSP-410P

## 登場作品

### 漫画
『バトルオーバー北海道』（小林源文）
ソ連軍機が登場。北海道の国道12号を進む富士教導団の車列を爆撃する。
『レイド・オン・トーキョー』（小林源文）
ソ連軍機が登場。空自の移動式レーダーサイトをクラスター爆弾で爆撃する。

### 小説
『WORLD WAR Z』
ウクライナ空軍機が登場。ゾンビの拡大を防ぐべく、キエフ近郊のパトナ橋に4機がRVXガスを投下する。

### ゲーム
『Lock On: Modern Air Combat』
初期型のSu-25が収録されており、プレイヤーが操縦することができる。アドオンパック『LockOn: Flaming Cliffs』導入により、T型も操縦可能機体として追加される。
『Digital Combat Simulator』
無料プレイ環境であるDCS WorldにT型が操縦可能機体として収録されており、リアリティの高い操縦と多彩な兵装を使用しての対地攻撃を行うことができる。また、AI専用機体として初期型Su-25とTM型も収録されている。有料アドオンモジュールの『DCS: Flaming Cliffs 3』を導入すると、初期型Su-25が操縦可能機体に追加される。

『Operation Flashpoint: Cold War Crisis』
ソ連軍陣営で使用可能な攻撃機として登場する。
『War Thunder』
アップデート（Ver2.19“Drone Age”）によりソ連ツリーで実装。輸出型のSu-25Kも実装されており、課金することで使用可能になる。
『エースコンバットシリーズ』
『エースコンバット2』
『エースコンバットAH』
NRFがデルベントに上陸する連合軍を攻撃するために使用。マルチプレイと一部のミッションではプレイヤーも操縦可能。
『エースコンバット∞』
プレイヤー機としてTM型を使用可能。何故かA-10A サンダーボルトIIよりも格下の性能になっている。

『大戦略シリーズ』
ソ連・ロシア系生産タイプで使用できる。バージョンによっては、耐久力・爆弾搭載量・航続距離などの性格付けで性能再現がなされている。
『トロピコシリーズ』
『トロピコ6』
建造した空母に数機ほど駐機している。ただし有事の際には何故かSu-33がどこからともなく発艦し、本機が飛ぶことはない。

『バトルフィールドシリーズ』
『BF2』
MECの攻撃機としてTM型が登場する。
『BF2MC』
キャンペーンに中国軍所属の機体が登場し、中国軍指揮官脱出までの時間を稼ぐために爆弾を投下する。
『BFBC2』
マルチプレイの一部マップのロシア軍勝利デモムービーにて登場する。
『BF3』
ロシア軍の攻撃機としてTM型が登場。アップグレードでステルス性の強化やECMジャマーを搭載できる。
『BF4』
ロシア軍でSU-25TMフロッグフットという名称で登場する。
『コールオブデューティシリーズ』
『コールオブデューティモダンウォーフェア』　
ウルジクスタンに展開するロシア軍の攻撃機として登場するがMIG機として認知されている。